# 趙佑民
趙佑民（英語：John Zhao You-min；1920年—1988年3月8日；聖名：若望），是天主教中國籍神父。中國天主教愛國會自選自聖遼寧省遼西教區主教。

## 生平
趙佑民出生於1820年（另一說法1909年），在中華民國東北九省遼寧省的潼南。1936年，趙佑民在16歲時晉鐸。
1947年6月東北人民解放軍攻佔淩源，熱河教區大部分神職人員逃往北平。1949年10月1日，中國共產黨在中國大陸地區建立中華人民共和國，並開始針對天主教進行宗教迫害及打壓，教會已經無法正常功能。1953年12月，熱河教區主教德化隆被捕及遭到驅逐。
1955年7月，第一屆全國人民代表大會決定撤銷熱河省，並其縣劃歸河北省、遼寧省和內蒙古自治區。1955年，由中國政府控制的組織中國天主教友愛國會未經聖座准許，擅自將熱河教區的河北省地區分設成立承德教區，及把教座搬到遼西省省會錦州市，且改為遼西教區。同年6月22日，趙佑民由遼寧奉天總教區總主教皮漱石主禮，內蒙古綏遠總教區總主教王學明襄禮自選自聖晉牧。事後，因趙佑民在未獲得時任教宗庇護十二世准許，自選自聖違反《天主教法典》被絕罰。
1959年5月31日，襄禮自選自聖王維民為吉林教區主教。1960年，遼西教區主教公署被強迫關閉。
1966年至1979年文化大革命期間，教區的所有宗教活動停止。1981年9月，中國天主教愛國會擅自將遼寧省內的奉天總教區、撫順教區、營口教區與熱河教區遼寧省的管轄區，合併及更名為遼寧教區。
1988年3月8日，趙佑民神父在中國遼寧省瀋陽逝世，享年68歲。